# 情熱 A GO-GO
『情熱 A GO-GO』（じょうねつ ア ゴーゴー）は、2007年4月18日に発売されたウルフルズ29枚目のシングル。

## 解説
レコード会社をワーナーミュージック・ジャパンに移籍後初のシングル。
フジテレビ（ローカルセールス）『魁!音楽番付〜Vegas〜』4月オープニングアクト。
北海道日本ハムファイターズ坪井智哉選手の入場曲。

## 収録曲
全曲作詞・作曲：トータス松本　編曲：ウルフルズ
1. 情熱 A GO-GO
2. 恋の涙